# Системским узроцима изазвана копривњача
Системским узроцима изазвана копривњача најчешће је последица вирусне инфекције респираторних путева (назофарингса), која се сматрају најчешћим узроком акутне копривњаче (уртикарије)  код деце. Веза између инфекција и хроничне копривњаче је мање уочљива.

## Етиопатогенеза
Системски узроци копривњаче су:
- инфекције (вирусне, бактеријске, гљивичне и паразитарне)
- васкулитис и аутоимунске болести
- малигнитет
- друге болести

### Инфекције
Код ове врсте копривњаче нађена је повезаност са појединим инфективним, нарочито бактеријским узрочницима, као што су Streptococcus β haemolyticus, Helicobacter pylori, Mycoplasma pneumoniae.
Улога инфекције гастроинтестиналног тракта чији је узрок Helicobacter pylori потврђена је у неким студијама. Да би се успешно лечила копривњача, инфекција која је изазвана хеликобактером требало би да буде адекватно третирана.
Вирусне инфекције Epstein-Barr вирусом, Herpes simplex и Hepatitis B и Hepatitis C вирусом наводе се као етиолошки фактори у настанку хроничне копривњаче.
Копривњача се може јавити и у току гљивичних инфекција изазваних дерматофитима. 
Инфестација паразитима и протозоама (Giardia lamblia, Entamoeba histolytica и Strongiloides stercoralis), може бити значајан етиолошки фактор у настанку копривњаче, али се ређе јавља у северноевропским земљама. Цревна кандидиаза је у прошлости сматрана за веома важан етиолошки фактор хроничне копривњаче.
Генерално, учесталост и значај инфективних узрочника, варирају између различитих група пацијената и у различитим регионима. На пример, хепатитисне вирусне инфекције су чешћи узрок хроничне копривњаче у Јужној Европи, а ретко у Северној. Поред инфекција, хронични незаразни запаљењски процеси као што су гастритис, рефлуксни езофагитис, запаљење жучних путева или жучне кесе могу изазвати хроничну копривњачу. Многе аутоимунске болести могу се манифестовати копривњачом на почетку или било када у току болести. 

### Васкулитис и аутоимунске болести
Копривњача се јавља у системском еритемском лупусу, јувенилном идиопатском артритису, инфламаторним болестима црева и системским васкулитисима укључујући и пурпуру Henoch Schönlein.
Стечени ангиоедем (енг. acquired angioedema - ААЕ) је изазван аутоантителима против инхибитора C1 компоненте комплемента - C1INH или настаје због делеције комплемента у болестима у којима се стварају солубилни имунокомплекси, као што су системски еритемски лупус и лимфопролиферативне болести. 
Аутоимунски тиреоидитис је најчешћа аутоимунска болест повезана са копривњачом код одраслих, а такође се виђа и код деце. Копривњач може да претходи дисфункцији тиреоидне жлезде, када се идентификују само антитиреоидна антитела.
Све је више података о целијакији као узроку уртикарије.

### Малигнитет
Малигнитет је чешће удружен са изолованим ангиоедемом него са копривњачом. Удружена појава уртикарије/ангиоедема јавља се веома ретко, углавном код одраслих, а још ређе у дечјем узрасту.
Најчешће се виђа код гамапатија (које карактерише присуством М-протеина у крвној плазми, који могу бити ИгГ, ИгА, ИгМ класе или Иг лаки ланци) као што је мултипли мијелом и код лимфома (Хочкинов и Нехочкинов лимфом).

### Друге болести
Генерализовани пруритус, при чему се не запажа видљива оспа, представља неуобичајену презентацију копривњаче код деце. Диференцијално дијагностички тада треба размотрити стања као што су лимфоми, хроничне болести јетре и хроничне бубрежне болести. Такође је потребно размотрити и психијатријске узроке генерализованог пруритуса уколико други узрочници нису идентификовани.